# Bərğov
Bərğov è un comune dell'Azerbaigian situato nel distretto di Quba. Conta una popolazione di 731 abitanti.